# Pozzolengo
Pozzolengo is een gemeente in de Italiaanse provincie Brescia (regio Lombardije) en telt 3122 inwoners (31-12-2004). De oppervlakte bedraagt 21,4 km², de bevolkingsdichtheid is 138 inwoners per km².

## Demografie
Pozzolengo telt ongeveer 1197 huishoudens. Het aantal inwoners steeg in de periode 1991-2001 met 16,2% volgens cijfers uit de tienjaarlijkse volkstellingen van ISTAT.
| Jaar | Inwoneraantal |
| ---- | ------------- |
| 1991 | 2496          |
| 2001 | 2900          |

## Geografie
De gemeente ligt op ongeveer 135 m boven zeeniveau.
Pozzolengo grenst aan de volgende gemeenten: Cavriana (MN), Desenzano del Garda, Lonato, Monzambano (MN), Peschiera del Garda (VR), Ponti sul Mincio (MN).